# 岡田秀一
岡田 秀一（おかだ ひでいち、1951年10月15日 - ）は、日本の通産官僚、経産官僚。小泉内閣の総理大臣秘書官、経済産業省の商務情報政策局長、通商政策局長、経済産業審議官を歴任した。
退官後は、日本電気副社長、石油資源開発社長、日本海洋石油資源開発社長などを務める。

## 経歴
- 1951年10月 東京都千代田区に生まれる。千代田区立錦華小学校、千代田区立一橋中学校を卒業。
- 1970年 東京教育大学附属駒場高等学校卒業（同期には、第32代日本銀行総裁候補の植田和男、東京大学名誉教授の石井洋二郎、立正大学学長の吉川洋、明星大学学長の落合一泰、元文部科学事務次官の森口泰孝、元ボストン・コンサルティング・グループ日本代表の内田和成、JR東日本会長の冨田哲郎がいる。）
- 1976年
  - 東京大学法学部卒業
  - 通商産業省入省（資源エネルギー庁石油部計画課）[2]
- 1981年 ハーバード大学ロースクールLL.M.コース終了
- 1991年 通商産業省大臣官房参事官（国会担当）
- 1993年 日本貿易振興会（JETRO）ニューヨーク・センター産業調査員
- 1996年 通商産業省環境立地局立地政策課長
- 1997年 同機械情報産業局電子政策課長
- 1998年 内閣中央省庁等改革推進本部参事官（企画担当）
- 2001年 内閣総理大臣秘書官（小泉純一郎内閣）
- 2006年
  - 独立行政法人経済産業研究所上席研究員
  - 政策研究大学院大学教授
- 2007年
  - 兼カリフォルニア大学サンディエゴ校客員研究員
  - 兼ハーバード大学ロースクール客員研究員
- 2007年 経済産業省商務情報政策局長
- 2008年 同通商政策局長
- 2010年 経済産業審議官
- 2012年 退官
- 2013年
  - NTTデータ経営研究所顧問
  - スタンフォード大学APARCササカワ・ピース・フェロー
  - 横浜ゴム株式会社社外取締役
- 2014年 日本電気株式会社執行役員副社長
- 2016年 石油資源開発株式会社代表取締役社長、日本海洋石油資源開発株式会社代表取締役社長、株式会社ジャペックスガラフ代表取締役社長
- 2017年 ジャペックスモントニー社会長
- 2019年 石油資源開発株式会社特別顧問
- 2022年 奥野総合法律事務所客員弁護士

## 主な活動
小泉内閣の総理大臣秘書官時代は、広報などを担当。小泉メルマガなどを担当した。
経済産業省商務情報政策局長としては、グリーンIT、サービス業の生産性向上などを進めた。
通商政策局長、経済産業審議官としては、日中韓FTAやTPP、APEC、インド、カザフスタンやミャンマーとの経済協力などを担当した。
退官後、スタンフォード大学では、日米エネルギー協力の会議開催を主導した。
日本電気では、サイバーセキュリティー技術の世界への普及を目的とした「サイバーセキュリティー190カ国計画」を推進するなど、主に国際分野で活動した。

## 同期
- 岡田克也（衆議院議員、民主党代表、幹事長、副総理、外務大臣）
- 高橋はるみ（参議院議員、北海道知事）
- 伊藤隆一（新エネルギー・産業技術総合開発機構理事、新エネルギー財団副会長）
- 加藤文彦（駐ウズベキスタン大使）
- 伊沢正（駐ウクライナ大使）
- 細野哲弘（資源エネルギー庁長官）
- 寺坂信昭（原子力安全・保安院長）
- 長谷川榮一（13年内閣総理大臣補佐官・08年中小企業庁長官）